# パオロ・ヴィラッジョ
パオロ・ヴィラッジョ（Paolo Villaggio、1932年12月30日 - 2017年7月3日）は、イタリアの俳優。

## 出演作品
- ボイス・オブ・ムーン
- ハイレッグ・アバンチュール／セクシーギャル灼熱の情事
- ドラキュラ一家・地上げのえじき
- ボニー＆クライド／俺たちに明日はある
- ギャグ王世界一／ファントッツィ
- 進撃０号作戦